# Рене Маєр
Рене Маєр (фр. René Mayer; 4 травня 1895, Париж — 13 грудня 1972, Париж) — французький політик і державний діяч, двічі, з 20 жовтня по 22 жовтня 1949 року і з 8 січня по 21 травня 1953 року, бувши прем'єр-міністром Франції, очолював кабінет міністрів Четвертої республіки. Голова Європейської спільноти з вугілля та сталі (3 червня 1955 — 13 січня 1958).
Член Радикальної партії.

## Біографія
Рене Маєр — бакалавр мистецтв та права. Під час Першої світової війни служив в артилерії, був поранений. У Державній раді в 1920 році почав політичну кар'єру. Один із засновників та член ради директорів авіакомпанії «Air France». З 1943 року Рене Маєр як довірена особа Шарля де Голля працював в уряді у вигнанні. Свого часу був головою Європейської комісії. Після війни не раз входив в уряд Франції як міністр.